# Vajirunhis

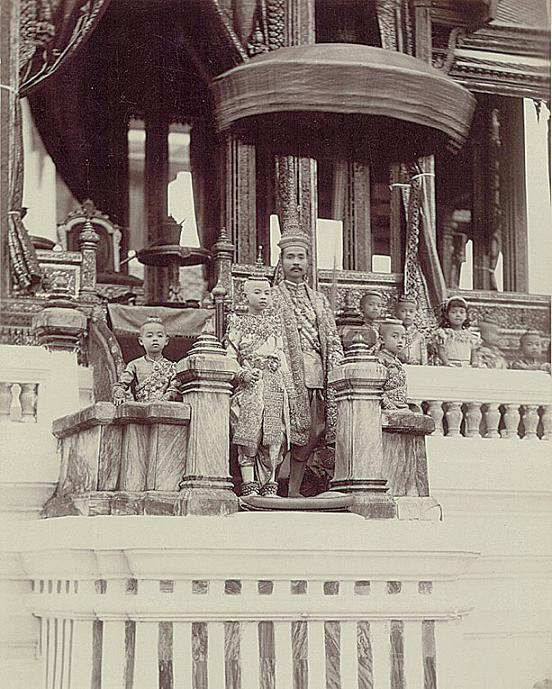
Maha Vajirunhis vơi vua cha Chulalongkorn trong hoàng phục tại Đại cung điện

Maha Vajirunhis (tiếng Thái: มหาวชิรุณหิศ, 27 tháng 1, 1878 – 4 tháng 1, 1895) là Hoàng thái tử Xiêm (Thái Lan) từ năm 1886 đến năm 1895. Ông là con trai cả của vua Chulalongkorn (Rama V) và hoàng hậu Savang Vadhana.
 'Maha Vajirunhis, Thái tử Xiêm'  (tiếng Thái: มห ว ว ศ; RTGS: Maha Wachirunnahit; ngày 27 tháng 6 năm 1878 Thái tử của triều đại Chakri. Ông là con trai đầu của Vua Chulalongkorn và Nữ hoàng Savang Vadhana là anh em cùng cha khác mẹ.
Năm 1886, sau cái chết cuối cùng của Phó vương Bovorn Vichaichan, vua Chulalongkorn đã không chọn một trong những người anh em mình làm Phó vương, mà sắc phong con trai cả của mình làm Thái tử Xiêm. Vào ngày 14 tháng 1 năm 1886, ông chính thức được giới thiệu vào vị trí của mình với tước hiệu Sayam Makutrajakuman, hay Thái tử Xiêm. Anh ta đột ngột qua đời vì sốt thương hàn năm 16 tuổi, rất lâu trước khi anh có thể lên ngôi. Thi hài của Thái tử được quàn tại Cung Dusit Maha Prasat, Thái Lan đã để tang Thái tử một tháng. Con trai thứ hai của Vua Chulalongkorn, Hoàng tử Vajiravudh, sau đó được phong là Thái tử, và kế vị ông là Rama VI vào năm 1910.
Nhà vua đã xây dựng một cung điện cho Hoàng tử, biệt danh Cung điện Windsor. Cung điện theo phong cách châu Âu đã bị phá hủy sau khi ông qua đời. Địa điểm này hiện đang bị chiếm bởi Sân vận động Quốc gia Thái Lan.